# Han Suyin
Rosalie Matilda Kuanghu Chow, sendo o seu pseudônimo: Han Suyin, (Xinyang, 12 de setembro de 1917 - Lausana, 2 de novembro de 2012) foi uma médica e escritora chinesa.
Suyin conheceu Indira Gandhi, Mao Tsé-tung e Zhou Enlai, sendo que seus livros de maiores sucessos foram biografias e ensaios de personalidades políticas do século XX. Segundo Lily Xiao Hong Lee, Han Suyin, em suas autobiografias, não apenas apresenta os eventos de sua vida, mas também os coloca no contexto mais amplo da história chinesa moderna. Os leitores ocidentais acolheram as opiniões de uma autora que conhecia a China e seu povo por dentro e as interpretou para eles em uma linguagem que lhes era acessível.

## Biografia

### Origens familiares
Han Suyin, cujo nome de batismo era Kuanghu Matilda Rosalie Elizabeth Chou, nasceu em12 de setembro de 1917, de pai chinês, de ascendência Hakka e mãe belga. A família de seu pai deixou o norte da China para o condado de Meixian, província de Guangdong, no século XIII, e mudou-se para o condado de Pi, província de Sichuan, no século XVII.
Seu pai, Yentung Chou, havia deixado a província de Sichuan para a Europa em 1903 com uma bolsa para estudar engenharia ferroviária. Na Universidade de Bruxelas, ele conheceu Marguerite Denis, que se tornaria sua esposa em 1908, apesar dos preconceitos da época contra o casamento inter-racial. Após o nascimento de seu primeiro filho em 1913, eles se mudaram para a China, onde seu pai trabalharia como engenheiro para a Companhia Ferroviária Belga-Chinesa.
Yentung e Marguerite tiveram oito filhos, quatro dos quais sobreviveram. A vida do casal na China devastada pela guerra foi cheia de dificuldades, incluindo ver seus filhos desprezados como mestiços eurasianos. Embora as crianças tivessem direito a cuidados de saúde, seu pai trabalhava para a companhia ferroviária belga-chinesa, o médico francês se recusou a vê-los porque eram de sangue misto.

### Estudos
O casal mudou-se para Pequim em 1921. Kuanghu Rosalie recebeu uma educação europeia e não aprendeu chinês até os 15 anos.
Ela frequentou a Sacred Heart Girls' School e depois o Bridgeman Girls' College. Han Suyin mais tarde se descreveria como uma "católica burguesa". Depois de uma brilhante carreira escolar, ela estava determinada a se tornar médica. Como sua mãe não queria mais pagar seus estudos e preferia vê-la casada, ela aprendeu datilografia e taquigrafia e, em 1931, mentindo sobre sua idade (ela ainda não tinha 15 anos), conseguiu um emprego como datilógrafa no Peking Union Medical College, um hospital administrado por americanos. Ela percebeu que havia três escalas salariais na China naquela época: primeiro a dos "brancos", depois a dos eurasianos e, finalmente, a dos chineses. Ao assumir bicos além de seu trabalho principal, ela melhorou sua situação financeira e a de sua família. Foi também nessa época que ela começou a ler para saciar sua sede de conhecimento e se preparar para os estudos universitários.
Em 1933, foi admitida na Universidade de Yanjing (Yenching) em Pequim. Em 1935, recebendo uma bolsa de estudos, foi para Bruxelas estudar medicina (1933-1936). Durante este período belga, a sua relação com a família materna, Denis, não foi das mais calorosas, segundo o que mais tarde contou em Uma Flor Mortal. Entretanto, os japoneses invadiram a China. Em 1938, abandonando os estudos médicos, embarcou em um transatlântico da Messageries Maritimes em Marselha e regressou ao seu país para trabalhar num hospital.

### Casamento e viuvez
Após seu retorno, ela se casou com Tang Pao-Huang, um engenheiro chinês que havia sido enviado para treinamento na Academia Militar de Sandhurst pelo governo chinês, e que ela conheceu na viagem de volta no transatlântico. Ela trabalhou no Hospital Chungking enquanto seu marido, um discípulo de Sun Yat-sen, serviu como oficial e mais tarde general no exército nacionalista. Tang, que provou ser um marido brutal e feudal, foi nomeado adido militar em Londres em 1944. Chamado de volta à China, Tang foi morto lutando contra os comunistas em 1947. Foi durante esse período que Kuanghu Rosalie adotou sua filha Yung Mei.
Incentivada e apoiada por um missionário americano, Kuanghu Rosalie começou a escrever sob o nome de Han Suyin durante a Guerra Sino-Japonesa (1937-1945). Seu primeiro livro, Destination Chungking, foi publicado na Inglaterra em 1942. Em 1944, ela foi para Londres estudar medicina e se formou em 1948.
Com sua filha, Han Suyin mudou-se para Hong Kong em fevereiro de 1949. Ela se tornou assistente no departamento de obstetrícia e ginecologia do Hospital Queen Mary. Ela se apaixonou por Ian Morrison, um correspondente de guerra britânico casado do London Times, mas ele morreu na Coreia em 1952 enquanto cobria um episódio da guerra. Esta história de amor entre uma mulher eurasiana e um homem branco causou um escândalo na época, já que relacionamentos interraciais eram mal vistos em Hong Kong como no resto da China. Esta aventura seria o tema de seu segundo livro, A Many-Splendoured Thing, que foi publicado em 1952 e foi um sucesso ao mesmo tempo em que escandalizava a sociedade neocolonial britânica. A história foi adaptada para o cinema em 1955 por Henry King, sob o título Love is a Many-Splendored Thing. Em sua obra autobiográfica My House Has Two Doors, Han Suyin, que havia perdido o interesse no filme, explica que vendeu os direitos cinematográficos do romance para pagar a operação na Inglaterra de sua filha adotiva, que sofria de tuberculose.

### Novos casamentos
Han se casou novamente em 1952. Seu novo marido, Leon Comber, era um homem britânico que trabalhava no serviço de contra-inteligência e contra- subversão da Malásia. Ela o seguiu para Johor Bahru, uma cidade malaia do outro lado do Estreito de Johor, em frente a Singapura. Enquanto trabalhava como médica, ela continuou sua carreira literária e deu palestras no exterior. Esse relacionamento resultou no romance de 1957 And the Rain My Drink, no qual Han Suyin condenou o estado de emergência e a repressão impostos pelos britânicos na Malásia para combater a insurgência comunista. A descrição presente no livro foi percebida como muito antibritânica, e Comber teria renunciado ao cargo de Comissário Assistente interino da Seção Especial da Polícia principalmente por causa disso. Após renunciar, ele mudou-se para a publicação de livros como representante local da editora londrina Heinemann. Han Suyin e Comber se divorciaram em 1958.
Desejando ver por si mesma as convulsões que ocorreram em seu país natal desde a proclamação da vitória comunista em 1949, ela finalmente obteve um visto em 1956. Seu retorno à China em maio daquele ano não foi isento de repercussões devido à sua fama literária, mas também devido à raridade de pessoas que desejavam visitar a China na época. Ela foi calorosamente recebida por Chen Yi e pelo próprio Zhou Enlai, e visitou seu pai e outros membros de sua família. Ao retornar a Singapura, ela elogiou muito o novo governo chinês.
Em 1959, ela ensinou literatura contemporânea na Universidade de Nanyang, em Singapura, e começou a apresentar aos seus alunos, principalmente chineses, escritores do Terceiro Mundo.
Ainda durante sua estadia na Malásia, em 1960 Han Suyin foi morar com Vincent Ruthnaswany, um engenheiro católico nascido na Índia que vivia em Katmandu. Essa separação e seu novo casamento são narrados, de forma pouco velada, em The Mountain is Young (1958), que se passa em uma Katmandu idealizada. Mais tarde, em My House Has Two Doors (1980), ela conta que, para estar com ela, Vincent Ruthnaswany desistiu de sua carreira militar.

### Renúncia à carreira médica e Fundação
Em 1963, ela desistiu de sua carreira como médica para se dedicar inteiramente à escrita. A partir de 1966, ela publicou uma série de livros autobiográficos: The Crippled Tree (1966), A Mortal Flower (1966), A Birdless Summer (1968), My House Has Two Doors (1980) e Phoenix Harvest (1983). A autobiografia em cinco volumes é a principal obra da romancista.
Nas décadas de 1960 e 1970, Han Suyin desempenhou um papel diplomático discreto, mas importante, como "porta-voz" não oficial da China de Mao Zedong no Ocidente. Apoiadora do maoísmo, ela inicialmente apoiou o Grande Salto Adiante e a Revolução Cultural na China, o que lhe rendeu críticas de defensores dos direitos humanos, sinólogos ocidentais, e do governo tibetano no exílio e seus apoiadores.
Nas décadas de 1970 e 1980, o casal viveu em Hong Kong e Lausanne, Suíça. Han continuou a visitar a China na década de 1980 e a escrever sobre seu país natal.
Em 1986, Han Suyin criou a Fundação Han Suyin para Intercâmbios Científicos e Tecnológicos entre a China e o Ocidente, para permitir que jovens pesquisadores e engenheiros chineses estudassem na Europa e estivessem na vanguarda de suas disciplinas. Ela também forneceu apoio financeiro à Associação de Escritores Chineses para a criação de um prêmio, o Prêmio Lu Xun para a melhor tradução literária. Finalmente, ela criou o Prêmio Han Suyin para Jovens Tradutores, patrocinado pelo China International Publishing Group.[carece de fontes?]
Han também foi influente na literatura asiático-americana, já que seus livros foram publicados em inglês e continham representações de asiáticos que eram radicalmente diferentes das representações encontradas em autores anglo-americanos e asiático-americanos. Frank Chin, em seu ensaio "Come All Ye Asian American Writers of the Real and the Fake", credita Han por ser um dos poucos escritores sino-americanos (seu termo) que não retrata os homens chineses como "emasculados e sexualmente repelentes" e por ser um dos poucos que "[escreveu] com conhecimento e autenticidade sobre contos de fadas chineses, tradição heróica e história".
Embora Han Suyin afirme ter raízes na China, ela passou a maior parte de sua vida no Ocidente. Han Suyin, que tem família na China, Bélgica, Índia e Estados Unidos, tinha sua residência principal em Lausanne. Seu marido, Vincent Ruthnaswamy, morreu em janeiro de 2003, e ela mesma em 2 de novembro de 2012, aos 95 anos. Ela deixa duas filhas, Tang Yung-Mei (adotada em 1941) e Chew Hui-Im (adotada em 1952, em Singapura).

## Compromisso político
O jornalista Jacques Danois descreve Han Suyin como uma "simpatizante do comunismo chinês", o acadêmico Daniel Sanderson chama-lhe uma "defensora da China Vermelha" e o sinólogo Jean-Philippe Beja designa-a como porta-voz do regime.
A partir de 1956, ela foi uma convidada regular na China, onde foi recebida pelo primeiro-ministro Zhou Enlai uma dúzia de vezes. Ela continuou suas visitas durante os anos da Revolução Cultural. Foi recebida por Mao Zedong em 1966 entre uma delegação de autores asiáticos e africanos e foi uma convidada de honra de Jiang Qing (esposa de Mao), Zhang Chunqiao e Yao Wenyuan (todos os três membros da Camarilha dos Quatro) em uma apresentação de dança revolucionária em 1971, de acordo com relatos da Xinhua na época. Em setembro de 1989, ela é a primeira estrangeira a ser recebida com “grande pompa” após as manifestações na Praça Tian'anmen, seno recebeida pelo vice-primeiro-ministro da República Popular da China, Yao Yilin, quem a recebe em Diaoyutai, a residência dos convidados oficiais.
Muito apegada à China, Han Suyin era a favor do maoísmo. Ela se distanciou um pouco do regime comunista após a Revolução Cultural, que ela havia defendido inicialmente. Ela se justificou explicando que seus parentes que permaneceram na China "imploraram para que ela não dissesse nada e disseram muito pouco" sobre a violência da época e o medo do Gōngānbù e do Laogai. Após a Revolução Cultural, de acordo com um de seus ex-alunos: "ela não parecia ter nenhum arrependimento, nem se desculpou, e deu um sermão aos jovens chineses para não acreditarem cegamente na democracia e na liberdade ocidentais". Em uma entrevista com o jornalista John Gittings em Londres em 1990, Han disse que ainda acreditava nos princípios da Revolução Cultural. Ela indicou que os desastres daquele período nunca foram um objetivo; Mao Zedong lançou o movimento para abolir a elite política privilegiada e despertar os camponeses. Han definiu a Revolução Cultural como "caos fértil" e "julgou as lutas como indispensáveis".
Segundo a AFP, nas décadas de 1960 e 1970, Han Suyin desempenhou um papel diplomático discreto, mas importante, como embaixadora da boa vontade da China de Mao Zedong no Ocidente. Na década de 1980, ela apoiou Deng Xiaoping e a China "pós-Mao", inclusive na questão tibetana, o que atraiu críticas dos defensores da independência do Tibete.[carece de fontes?]
Ela deu mais de 2.000 palestras na Europa e na América, apresentando o "progresso e as conquistas" da China. Em 1996, a Associação Chinesa para a Amizade com Países Estrangeiros concedeu-lhe o título de "Enviada da Amizade" em reconhecimento aos seus esforços para promover intercâmbios culturais e científicos entre a China e outros países (a mesma honra havia sido concedida ao seu marido em 1990).
Suyin foi designada um Velho Amigo do Povo Chinês pelo Partido Comunista da China.

## Crítica política
Para o sinólogo Philippe Paquet, Han Suyin é um "monumento se é que alguma vez houve um na literatura sobre a China, uma bela mulher eurasiana com um talento inegável como contadora de histórias, mas que, precisamente, não desdenhou de reinventar a História quando lhe convinha (isto é, frequentemente)". Claude Roy considera que ela não diz a verdade sobre a China e nota afirmações contraditórias entre várias das suas obras publicadas durante a revolução cultural (1966-1976) e A Colheita da Fênix publicada em 1980.
Segundo o estudioso canadense Jeff Shantz, "de todos os autores de língua inglesa, Han Suyin é quase aquele que melhor deu vida aos eventos e contextos da revolução comunista chinesa e à evolução particular desse comunismo como filosofia sociopolítica. Para Han Suyin, o comunismo chinês é preferível ao capitalismo ocidental em termos de valores sociais e possibilidades de melhoria econômica para os mais pobres. Han Suyin foi controversa no Ocidente por causa de suas críticas às potências imperialistas e sua disposição de desafiar historiadores e jornalistas cujas obras buscam legitimar essas mesmas potências."
O sinólogo Simon Leys escreveu sobre ela: "Nunca uma autoridade mais duradoura foi fundada sobre um propósito mais mutável; a única constante nesta obra reside na constância com que os eventos, a cada passo, contradizem suas análises e previsões". O acadêmico Alain Roux evoca os "livros da oportunista Han Suyin".
O escritor e biógrafo britânico Patrick French, ex-presidente da Campanha do Tibete Livre, destaca que, até o início da década de 1980, ninguém podia viajar para o Tibete sem um visto especial de Pequim. Lhasa, Cidade Aberta, publicado em 1976, é um daqueles livros "vergonhosos e mentirosos" escritos nas décadas de 1960 e 1970 por simpatizantes da China comunista que viajaram para o Tibete estritamente sob a supervisão de guias chineses e que acolheram as políticas do regime naquele país".
Para o ativista da independência tibetana Jamyang Norbu, Han Suyin é uma propagandista notória e completamente desacreditada da China maoísta. Em 1980, o escritor e jornalista americano Robert Elegant descreveu Han Suyin no New York Times como uma “bajuladora antiquado”.
Para Thubten Samphel, porta-voz do governo tibetano no exílio em Dharamsala, Han Suyin especializou-se em escrever sobre a China comunista. Ela desenvolveu seu talento para justificar as políticas e o pensamento daqueles no poder, incluindo a Camarilha dos Quatro, e os horrores da Revolução Cultural. Quando Deng Xiaoping pôs fim aos piores excessos da China de Mao, escreveu ele, a reputação de Han Suyin como a "voz" da China estava condenada.
O dissidente chinês Harry Wu lamenta que Han Suyin nunca tenha mencionado laogai, embora soubesse. Simon Leys relata que, durante um programa de televisão, Han Suyin insultou Jean Pasqualini, autor de Prisioneiro de Mao, ao indicar que ele merecia esses anos de laogai. Simon Leys, que, graças a Han Suyin, pôde estudar e ensinar chinês na Universidade de Nanyang, em Singapura, considerou esse incidente como um casus belli entre eles e decidiu não mais conter suas críticas a ela.
Em uma entrevista de 1982 com o Washington Post, Han Suyin explicou sua posição da seguinte forma: "Receio que algumas pessoas não entendam minha atitude. Mas isso não importa. Se um bilhão de chineses gostam de mim e acham que fiz a coisa certa, não me importo com um punhado de estrangeiros que não me entendem."

## Obras
Os conflitos culturais e políticos entre Oriente e Ocidente na história moderna desempenham um papel central na obra de Han Suyin. Ela também explora a luta pela libertação no Sudeste Asiático e as políticas interna e externa da China moderna desde o fim do regime imperial. Muitos de seus escritos abordam o cenário colonial no Leste Asiático durante os séculos XIX e XX. Uma exceção notável é a novela "Winter Love" , sobre um caso de amor entre duas jovens inglesas no final da Segunda Guerra Mundial.

### Romances
- Destination Chungking (1942)
- A Many-Splendoured Thing (1952)
- And the Rain My Drink (1956)
- The Mountain Is Young (1958)
- Two Loves (1962), que consiste em duas novelas: Cast But One Shadow and Winter Love
- Cast But One Shadow (1962)
- Four Faces (1963)
- Till Morning Comes (1982)
- The Enchantress (1985)

### Obras autobiográficas
- China
  - The Crippled Tree (1965) – aborda a China e a vida dela e de sua família de 1885 a 1928
  - A Mortal Flower (1966) – abrange os anos de 1928 a 1938
  - Birdless Summer (1968) – abrange os anos de 1938 a 1948
  - My House Has Two Doors (1980) – abrange os anos de 1949 a 1979 – dividido em dois quando lançado como brochura em 1982, com a segunda parte chamada Phoenix Harvest
  - Phoenix Harvest
  - Wind in My Sleeve (1992) – abrange os anos de 1977 a 1991
- A Share of Loving (1987) – uma autobiografia mais pessoal sobre Han Suyin, o seu marido indiano Vincent e a família de Vincent
- Fleur de soleil – Histoire de ma vie (1988) – somente em francês

### Roteiro
- Man's Fate (film) (1969) Filme não produzido que teria sido dirigido por Fred Zinnemann

### Estudos históricos
- China in the Year 2001 (1967)
- Asia Today: Two Outlooks (1969)
- The Morning Deluge: Mao Tsetung and the Chinese Revolution 1893–1954 (1972)
- Lhasa, the Open City (1976)
- Wind in the Tower: Mao Tsetung and the Chinese Revolution, 1949–1975 (1976)
- China 1890–1938: From the Warlords to World War (1989; fotorreportagem histórica)
- Eldest Son: Zhou Enlai and the Making of Modern China (1994)

### Ensaios
- Tigers and Butterflies: Selected Writings on Politics, Culture and Society (London: Earthscan, 1990)
- "Water Too Pure...", in Sarah LeFanu and Stephen Hayward (eds), Colours of a New Day: Writing for South Africa (London: Lawrence & Wishart, 1990), pp. 80–92.